# チーム・X

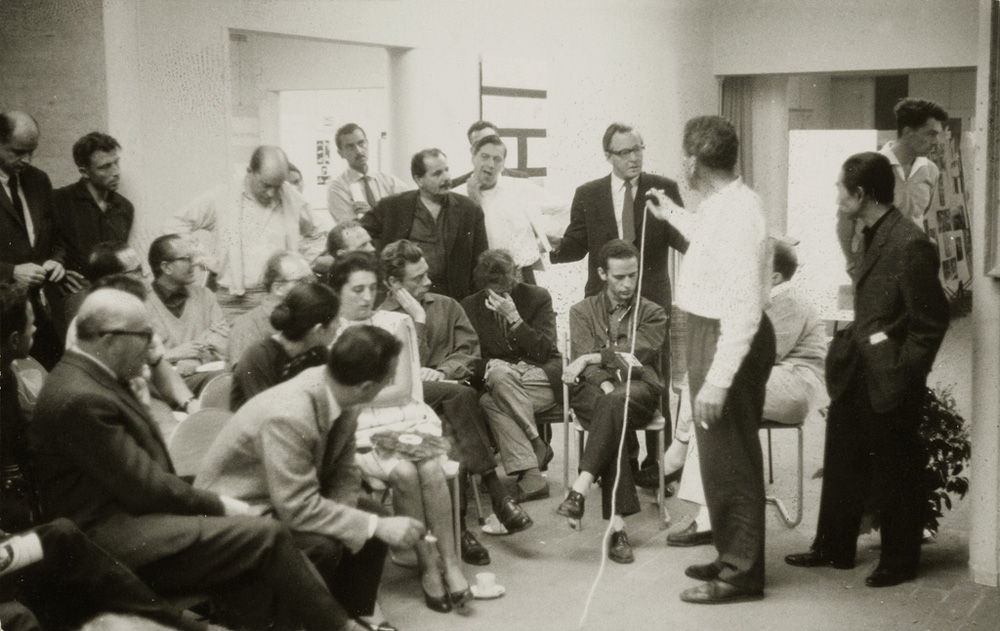
Otterlo Meeting 1959（CIAM '59）、チーム10、43人の参加者によって開催。 集合場所：ホーゲフェルウェ国立公園内にある クレーゲ・ミュラー美術館 、 で組織CIAMの解散。

チームX（チーム10またはチーム・テンとの表記がある）は、1953年7月に開催された国際近代建築会議（CIAM）で集まり、アーバニズムへの教義的なアプローチに挑戦することによってCIAM内で分裂を引き起こした建築家およびその他の参加者のグループ。

## 会員
グループの始まりは1953年にさかのぼるが、 チーム10の名前でのグループで最初の正式な会議は、1960年にバニョール＝シュル＝セーズで開催された。最後の会議は、1981年にリスボンで行われ、参加者はわずか4人であった。
チーム10のグループの発起人は、ヤコブ・バケマ、 ジョルジュ・キャンディリス 、 ジャンカルロ・デ・カルロ 、 アルド・ファン・アイク 、アリソンとピーター・スミッソン 、 シャドラック・ウッズを含む7人の建築家で構成されていた。 さらに、 ホセ・アントニオ・コデルチ 、 ラルフ・アースキン 、 アマンシオ・ゲデス 、 ハーマン・ハーツ バーガー 、 オズワルド・マティアス ・ウンガースなどらが加わり、チーム10が主催する会議への参加者が増えていく。
コアグループの構成要素はパンチョ・ゲズ 、 ジェアー・グラング 、オスカー・ハンセン  レイマ・ピエティラ、Charles Polonyi、ブライアン・リチャーズ、 イェジー・ソルタン 、 オズワルド・マタイアス・アンガーズ 、 ジョン・ボエルカー、ステファン・ヴェヴェルカら。
彼らは自分たちを「それぞれの作品の開発と理解に必要な他者の助けを見いだし、お互いを探し求めた建築家の小さな家族グループ」と呼んでいた。主に教育と出版物を通じて普及したチーム10の理論的枠組みは、20世紀後半、主にヨーロッパでの建築思想の発展に大きな影響を与えた。
その後、チーム10から2つの異なる動きが生まれる。英国メンバーのニュー・ブルータリズム （ アリソンとピーター・スミッソン）とオランダメンバーの構造主義 （ アルド・ファン・アイクとヤコブ・バケマ ）である。

## 歴史
チーム10のコアグループは、1928年に設立された近代的な建築家のための国際的なプラットフォームであるCIAMで会合を開始

## 名称の由来
チーム10の名前の由来は、CIAM、国際建築会議での、ドブロブニクで開催された会議の第10回のセッションからで、これがのちにチーム10として知られる若い建築家のグループによって組織される。それ以降、グループは正式に新しい組織を発表することもなく、しかし独自の会議を開催し始めていく。

## 思考

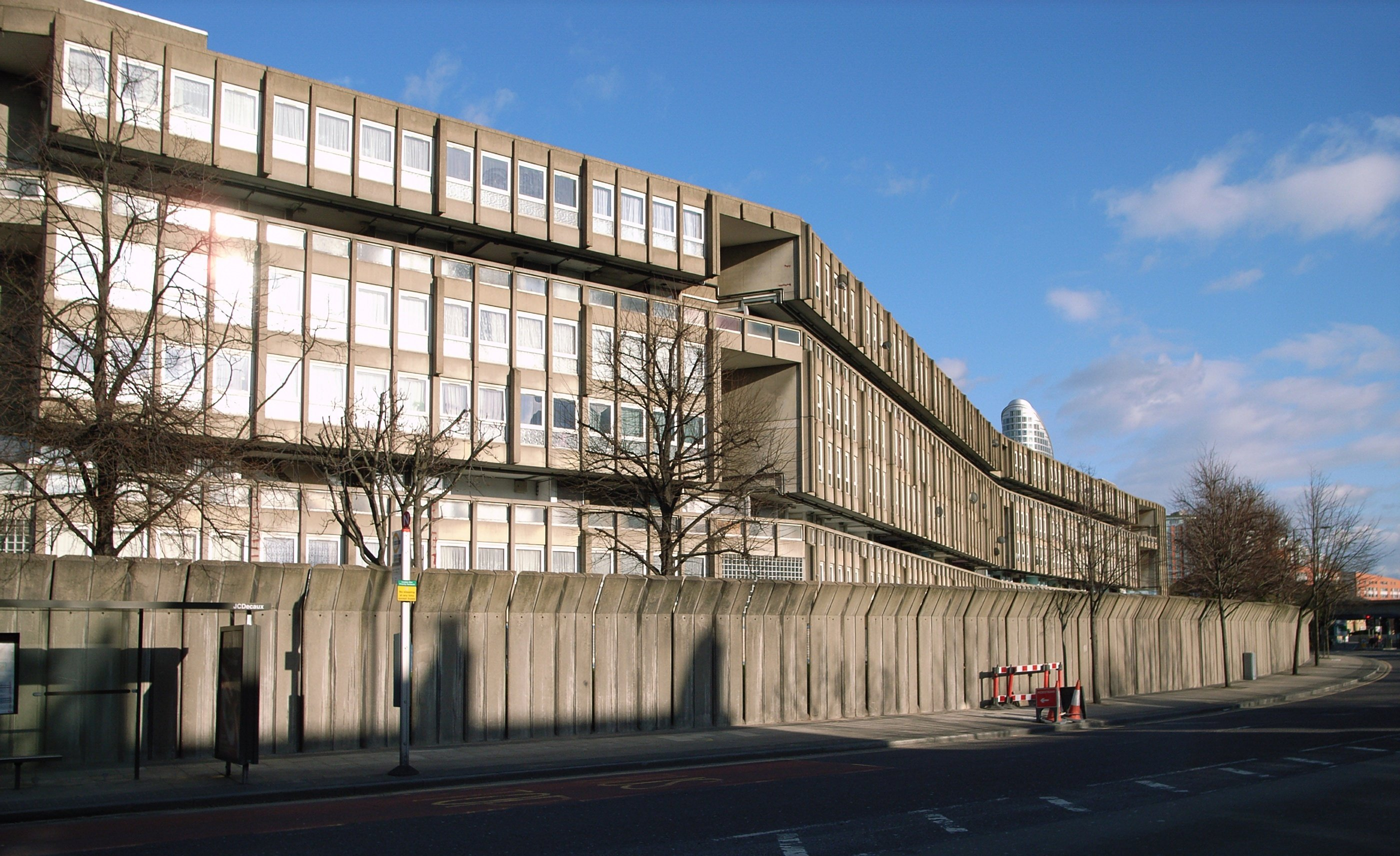
ロンドンの建築家アリソンとピーター・スミソンによって設計され、 1972年に完成したロビン・フッド・ガーデン

グループは一般的な理論やスタイルに従わなかった。グループのみが個人の疑似組織化され語ることができた。 しかし、彼らはまた、街頭での活動への関心、子供のゲームの世界への魅力、建築の社会的価値観の信念などの共通の理念も共有していた。
これらのグループは、のちにDoorn Manifestoと呼ばれるグループとして形成される前、1954年にコンセンサス宣言を発表。 その中で、彼らはCIAM アテネ憲章に反するアイデアを発表し、 都市部はさまざまなレベルの複雑さのコミュニティで構成されていると述べ、それぞれが全体として扱われるべきだと強調した。このすべてをグラフィカルに説明するためパトリック・ゲデスが1909年に示したバレーセクションの適応を準備して各都市の規模（ 市 、 町 、村や集落）が異なる生息地を形成し、異なる密度で開発する必要があることを指摘した 。
グループのさまざまなメンバーが、 伝統的な要素に代わる現代的な代替品を見つけようとして、プラットフォーム通り（ 通りデッキ ）のアイデアをさまざまな方法で開発。 グループメンバーのほとんどは、ネットワーク（ web ）、ステム（ stem ）、 クラスター （ cluster ）または組織化されたkasbahなど、同様のメタファーを使用してプロジェクトを解説していったのである。

## メインミーティング
- 1960年 ： バニョール・シュル・セズ 、 フランス
- 1961年 ： パリ 、フランス。
- 1962年 ：フランス、 ロヨモン 。
- 1966年 ： ウルビーノ 、 イタリア 。
- 1967年 ：パリ、フランス。
- 1969年 ： ロンドン 、 イギリス 。
- 1971年 ：フランス、 トゥールーズの トゥールーズ・ル・ミライユ 。
- 1973 ： ドイツ 、 ベルリン 。
- 1974 ： ロッテルダム 、 オランダ 。
- 1976年 ： スポレート 、イタリア。
- 1977 ：フランスのボニュー 。

## 参考書誌
- Plunz, Richard (22 May 2017) City Riffs: Urbanism,Ecology,Place; Lars Muller publisher;English; ISBN 978-303-7785-003; (pages 91–96: Team 10 influence at U.S.Architecture Schools)
- Risselada, Max and van den Heuvel, Dirk  (eds), Team 10 1953–1981, In Search of A Utopia of the Present, Published by: NAi Publishers, Rotterdam 2005, ISBN 90-5662-471-7.
- Avermaete, Tom, Another Modern: The Postwar Architecture and Urbanism of Candilis-Josic-Woods, Published by: NAi Publishers, Rotterdam 2005.
- Smithson, Alison, ed., Team 10 Primer, MIT Press, Boston, 1968, ISBN 0-289-79556-7
- Smithson, Alison, ed., Team 10 Meetings: 1953–1984, Delft/New York 1991
- Smithson, A., The City Centre Full of Holes, Architecture Association Quarterly 1977, no. 2–3, 4–23
- Smithson, A. and P. Smithson, The Heroic Period of Modern Architecture, London/Milan 1981 [reprint of Architectural Design December 1965]
- Smithson, P., Three Generations, in: ILA&UD Annual Report 1980, Urbino 1981
- Smithson, A. (ed.), The Emergence of Team 10 out of CIAM: Documents, London 1982
- Smithson, A., and P. Smithson, The Shift, London 1982 Smithson, P., To Establish a Territory, in: ILA&UD Annual Report 1985–86, Siena 1986
- Smithson, P., Conglomerate Ordering, in: ILA&UD Annual Report 1986–87, Siena 1987
- Smithson, A. and P. Smithson, Thirty Years of Thoughts on the House and Housing 1951–1981, in: D. Lasdun (ed.), Architecture in an Age of Scepticism, London 1984, 172–191
- Smithson, A., Héritage: Carré Bleu, Paris, Le Carré Bleu 1988, summer
- Smithson, A. and P. Smithson, Italian Thoughts, Stockholm 1993
- Smithson, P., Markers on the Land, ILA&UD Annual Report 1992–1993, Urbino 1993
- Smithson, A., and P. Smithson, Whatever Happened to Metabolism? A Summons to the Fourth Generation, The Japan Architect 1988, April
- Smithson, A. and P. Smithson, Changing the Art of Inhabitation; Mies  Pieces, Eames Dreams, The Smithsons, London 1994
- Smithson, A. and P. Smithson, The Charged Void: Architecture, New York 2001
- Smithson, A. and P. Smithson, The Charged Void: Urbanism, New York 2005
- Vidotto, M., Alison and Peter Smithson: Work and Projects, Barcelona 1997
- Bakema, J., Gedachten achter architectuur, Rotterdam 1977
- Bakema, J.B., Thoughts About Architecture, London/New York 1981
- Eyck, A. van, Imagination and Competence : No Misplaced Suburbia / The Enigma of Size, Spazio e Società 1979, no. 8, December, 43–78
- Eyck, A. van, What Is and What Isn't Architecture; à propos of Rats, Posts and Other Pests (R.P.P.), Lotus International 1981, no. 28, 15–20
- Eyck, A. van, World Architecture 1983, no. 22, special issue, 22–45
- Eyck, A. van, Wasted Gain, in: D. Lasdun (ed.), Architecture in an Age of Scepticism, London 1984, 234–253
- Eyck, A. van, and H. van Eyck, Recent Work, Amsterdam 1989, with contributions by P. Buchanan, L. Lefaivre and A. Tzonis
- Bohigas, O., Aldo Van Eyck or a New Amsterdam School, Oppositions 1977, no. 9, 21–36
- Correa, F., Aldo van Eyck: a biographical conversation, Arquitecturas bis 1977, no. 19, 17–21
- Santis, P. De, Aldo van Eyck : scritti e architettura, Florence 2003
- Strauven, F. (ed.), Niet om het even  wel evenwaardig; van en over Aldo van Eyck, Rotterdam 1986
- Strauven, F., Aldo van Eyck: The Shape of Relativity, Amsterdam 1998
- Candilis, G., ‘Housing and Development, CAU 1980, no. 68, 46–57
- Avermaete, T., Travelling Notions of Public and Private: The French Mass Tourism Projects of Candilis-Josic-Woods, OASE 2004, no. 64, 16–45
- Erskine, R., Democratic Architecture: The Universal and Useful Art, in: D. Lasdun (ed.), Architecture in an Age of Scepticism, London 1984, 72–93
- Egelius, M., Ralph Erskine: Architect, Stockholm 1990
- Carlo, G. De, The University Centre, Urbino, in: D. Lasdun (ed.), Architecture in an Age of Scepticism, London 1984, 50–71
- Carlo, G. De, and F. Karrer, Paesaggio con figure  [interview], Spazio e Società 1988, no. 41
- Carlo, G. De, A New Theory of Urban Design, Spazio e Società 1990, no. 49
- Carlo, G. De, Architecture and the Spirit of Place, Building Design 1993, no. 1151, November, 17–23
- Carlo, G. De, Feminine Virtues; Alison Smithson, a Courageous Utopian, Architects  Journal 1993, no. 8, 18–19
- Karrer, F. and G. De Carlo, Architecture, Urban Planning, Society, Domus 1988, no. 695, 17–28
- McKean, J., Giancarlo De Carlo: Layered Places, Stuttgart 2004* Carlo, G. De, Notes on the Uncontrollable Ascent of Typology, Casabella 1985, no. 509–510, 46–51
- Maki, F. (ed.), De Carlo, Space Design 1987, no. 274, special issue, 6–64
- Pesci, R.O., Giancarlo De Carlo: From the Centre to the Periphery, Summa 1986, no. 225, 28–46
- Rossi, L., Giancarlo De Carlo: architetture, Milan 1988
- Avermaete, T., Mat-Building. Alison Smithson's Concept of Two Dimensional Density, in: Heynen, H., Vandenburgh, D. (eds.), Inside Density, Brussels 2003, 65–75
- Gunay, B., History of CIAM and Team 10, METU, journal of faculty of architecture 1988, no. 1, 23–44
- Johnston, P., (ed.), Architecture Is Not Made with the Brain: The Labour of Alison and Peter Smithson, London 2005
- Le Carré Bleu 1958–88, Architettura; cronache e storia 1989, no. 5 (403), May, 355–375
- Banham, R., The New Brutalism: Ethic or Aesthetic?, London 1966
- Lüchinger, A., Strukturalismus in Architektur und Städtebau / Structuralism in Architecture and Urban Planning / Structuralisme en architecture et urbanisme, Stuttgart 1980
- Mumford, E., The CIAM Discourse on Urbanism: 1928–1960, Cambridge, Massachusetts 2000
- Mumford, E., The Emergence of Mat or Field Buildings, in: Sarkis H. (ed), CASE: Le Corbusier's Venice Hospital and the Mat Building Revival, Munich/New York 2001, 48–65
- Pedret, A., CIAM and the Emergence of Team 10 Thinking, 1945–1959, PhD dissertation, MIT 2001
- Sarkis, H., et al. (ed.), CASE: Le Corbusier's Venice Hospital and the Mat Building Revival, Munich/New York 2001
- Zardini, M., Dal Team X al Team x From Team X to Team x, Lotus international 1997, no. 95, 76–97
- Stanek, L. ed., Team 10 East. Revisionist Architecture in Real Existing Modernism (Warsaw: Museum of Modern Art/ Chicago: University of Chicago Press, 2014)